# Вегіта (Нью-Мексико)
Вегіта (англ. Veguita) — переписна місцевість (CDP) в США, в окрузі Сокорро штату Нью-Мексико. Населення — 219 осіб (2020).

## Географія
Вегіта розташована за координатами 34°30′53″ пн. ш. 106°46′4″ зх. д. / 34.51472° пн. ш. 106.76778° зх. д. (34.514686, -106.767915).  За даними Бюро перепису населення США в 2010 році переписна місцевість мала площу 2,17 км², уся площа — суходіл.

## Демографія
Згідно з переписом 2010 року, у переписній місцевості мешкали 232 особи в 83 домогосподарствах у складі 59 родин. Густота населення становила 107 осіб/км².  Було 89 помешкань (41/км²).
Расовий склад населення:
| - 78,9 % — білих - 2,2 % — корінних американців - 11,2 % — осіб інших рас |

До двох чи більше рас належало 7,8 %. Частка іспаномовних становила 74,6 % від усіх жителів.
За віковим діапазоном населення розподілялося таким чином: 35,3 % — особи молодші 18 років, 53,5 % — особи у віці 18—64 років, 11,2 % — особи у віці 65 років та старші. Медіана віку мешканця становила 35,5 року. На 100 осіб жіночої статі у переписній місцевості припадало 79,8 чоловіків;  на 100 жінок у віці від 18 років та старших — 85,2 чоловіків також старших 18 років.
Цивільне працевлаштоване населення становило 14 особи. Основні галузі зайнятості: освіта, охорона здоров'я та соціальна допомога — 57,1 %, виробництво — 42,9 %.